# 60 ans de chansons
Albums de Maurice Chevalier
Surboum "Christiné"
(1962) Chevalier chante Paris
(1966)
60 ans de chansons est un triple album studio de Maurice Chevalier constituant une rétrospective musicale sur sa carrière commencée en 1901. Il est composé de 60 réenregistrements de chansons et succès qui ont un jour été interprétés par Chevalier. Il est intéressant de noter que certaines chansons comme Le beau gosse ou la Madelon de la victoire, ont été enregistrées dans leur intégralité pour la première fois pour ce coffret. Cela s'explique par le fait que ces chansons firent partie du répertoire de Chevalier avant même que ce dernier ne commence sa carrière discographique en 1919. En outre, la version disponible en téléchargement légal sur Internet inclut plusieurs chansons (ici marquées en gras)[Où ?] qui ne faisaient pas partie du coffret à l'époque de sa sortie.

## Volume 1
| No  | Titre                                   | Durée |
| --- | --------------------------------------- | ----- |
| 1.  | Le Beau Gosse (1908)                    | 1:28  |
| 2.  | Jamais en Colère (1913)                 | 2:18  |
| 3.  | La Madelon de la Victoire (1918)        | 2:23  |
| 4.  | Quand y'a une Femme dans un Coin (1919) | 2:13  |
| 5.  | Oh Maurice (1919)                       | 2:35  |
| 6.  | Avec le Sourire (1921)                  | 2:45  |
| 7.  | Je n'Peux pas Vivre sans Amour (1921)   | 4:18  |
| 8.  | Dans la vie faut pas s'en faire (1921)  | 2:12  |
| 9.  | Dites moi m'sieur Chevalier (1922)      | 3:15  |
| 10. | C'est Paris (1925)                      | 2:32  |
| 11. | Quand on est deux (1924)                | 2:27  |
| 12. | Ça vient ou ça ne vient pas (1924)      | 3:49  |
| 13. | Savez-vous... (1925)                    | 2:41  |
| 14. | Valentine (1925)                        | 3:32  |
| 15. | C'était Moi (1925)                      | 3:33  |
| 16. | Mon Cœur (1928)                         | 3:06  |
| 17. | Quand on r'vient (1927)                 | 2:09  |
| 18. | Dites-moi, ma Mère (1927)               | 2:53  |
| 19. | Louise (1929)                           | 2:54  |
| 20. | Les Ananas (1929)                       | 2:53  |

## Volume 2
1. Paris je t'aime d'amour 1930
2. Mon Cocktail d'Amour 1930
3. Bonheur 1930
4. Ma Régulière 1927
5. Mimi 1932
6. Oh ! Cette Mitzi 1932
7. Dupont, Dubois, Durand 1935
8. Donnez-moi la main Mam'zelle 1935
9. Quand un Vicomte 1935
10. Prosper 1935
11. Ma pomme 1936
12. Le Chapeau de Zozo 1936
13. L'Amour est Passé près de vous 1937
14. Y'a d'la joie 1937
15. Ah ! si vous connaissiez ma poule 1938
16. Ça s'est Passé un Dimanche 1938
17. Mimile 1938
18. Il Pleurait 1938
19. Un p'tit Air 1938
20. Ça fait d'excellents Français 1939

## Volume 3
1. Ça sent si bon la France 1941
2. Le Régiment des Jambes Louis XV 1941
3. Notre Espoir 1941
4. Pas pour moi 1917
5. J'aime les Fleurs 1918
6. La Chanson du maçon 1941
7. Toi, toi, toi 1941
8. La Marche de Ménilmontant 1942
9. La Symphonie des Semelles en Bois 1942
10. La Polka des barbus 1942
11. Mandarinade 1945
12. Quai de Bercy 1946
13. Place Pigalle 1946
14. Ça va, ça va 1948
15. Folies-Bergère 1948
16. Sur l'Avenue Foch 1950
17. Chapeau de Paille 1950
18. Ah! Donnez-m'en de la Chanson 1961
19. Au Revoir 1965
20. Mes Chers Zazas 1965